# Jagadish Chandra Bose
  Jagadish Chandra Bose  (bengalí: জগদীশ চন্দ্র বসু)  (Bikrampur, 30 de novembre de 1858 - Giridih, 23 de novembre de 1937) és un homo universalis que va practicar les disciplines de la física, biofísica, botànica, arqueologia; també escriu literatura de ciència-ficció. Fou un dels pioners de la investigació de les radio microones. També destaquen les seves contribucions a la botànica i a l'expansió de la ciència experimental a l'Àsia meridional. Bose és considerat el pare de la ciència-ficció bengalí. El cràter Bose de la lluna ha rebut el nom en honor seu. Bose és el fundador de l'Institut Bose, un centre d'estudis i de recerca interdisciplinaris més antics de l'Índia. J.C. Bose dirigeix aquest centre fins a la seva mort. El 2004 la BBC considera que Bose està en el setè lloc de la llista dels bengalís més importats de tots els temps.

## Biografia
Jagadish Chandra Bose neix a la presidència de Bengala fill d'una família de la casta bengalí Kayastha el 30 de novembre de 1858.Jagadish Chandra Bose was born in a Bengali Kayastha family in Mymensingh, Bengal Presidency Els seus pares són Bama Sundari Bose i Bhagawan Chandra Bose. El seu pare era un líder de la societat  hindu brahmoista Brahmo Samaj i havia servit com a vicemagistrat i assistent de la policia en molts llocs com Faridpur i Bardhaman.
El seu pare primer l'envia a estudiar a una escola en bengalí perquè aprengui la seva llengua materna.
Bose viu la seva infància a Faridpur, on el seu pare era magistrat. El 1869 és enviat a Calcuta per estudiar a la Hare School. El 1875 passa les proves per estudiar a la Universitat de Dacca i és admes al St Xavier's College de Mohamudpur, on el jesuita Eugene Lafont li motiva el seu interès en les ciències naturals. El 1879 rep un BA de la Universitat de Dacca. El 1880 viatja a Anglaterra on comença a estudiar medicina però ha d'interrompre els seus estudis degut a problemes mèdics. L'any 1881 ingressa al Christ College de Cambridge on es gradua en física el 1884. John William Strutt, James Dewar, Michael Foster i Francis Darwin (fill de Charles Darwin) són alguns dels seus professors. També estudia al University College de Londres a aquesta època. as well as a BSc from the University College London affiliated under University of London in 1883.
El 1887 bose es casa amb la treballadora i activista pels drets de les dones Abala Bose.

## Físic
Quan torna a Calcuta treballa durant 30 anys de professor i investigador al Presidency College. Aquí destaca pels seus experiments i per ser popuar entre el seu alumnat.
Entre el 1894 i el 1900 Bose realitza una sèrie d'investigacions pioneres sobre les ones electromagnètiques, abans que Guglielmo Marconi, i el novembre de 1895 n'efectua la seva primera demostració pública. Les utiitza per a fer sonar una campana a distància i per a fer explotar una càrrega de pólvora.
El 1895 publica el seu primer article científic, titul·lat  "On polarisation of electric rays by double-refracting crystals,",a la Asiatic Society of Bengala. A l'octubre del mateix any publica el segon, amb el títol de "On a new electro-polariscope" a la Royal Society de Londres.
El 1896 fa un viatge a Europa per a trobar-se amb altres científics i hi fa una gira de conferències. s troba amb l'inventor italià Marconi, que ja havia desenvolupat un sistema de radiotelegrafia. Bose rep el reconeixement de William Thomson i rep un doctorat honoraris en ciènces de la Universitat de Londres.

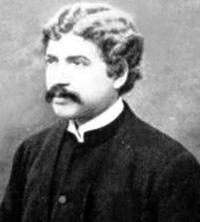
Sir Jagadish Chandra Bose

El 1896, el Daily Chronicle of England informa els seus lectors que "l'inventor (J.C. Bose) ha trasmès senyals a una milla de distància i ha proporcionat la primera evidència de l'aplicació d'aquesta nova meravella teòrica". El rus Aleksandr Stepànovitx Popov també havia realitzat experiments similars, però el desembre de 1895 va escriure que "encara mantenia l'esperança de transmetre una senyal a distància per les ones de ràdio". Marconi no fa la seva primera demostració fins al maig de 1897 al Salisbury, Anglaterra. A diferència del científic italià, Bose només estava interessat en les descobertes científiques i no en l'interès comercial. El 1901 escriu una carta a Rabindranath Tagore dient-li:«M'agradaria que poguessis veure el terrible compromís amb les ganancies que es té en aquest país... semblant cobdícia pels diners... una vegada atrapat en aquesta trampa, no hi haurà escapatòria per a mi.»
En el seu treball, produeix les Ones curtes de 5mm i estudia la seva refracció, difracció i polarització. Construeix una forma primitiva de díode semiconductor que detecta ones amb galena (ràdio de galena). El 1954, Gerald Pearson i Walter Houser Brattain a la seva History of semiconductor research reconeixen els treballs de Bose en la utilització dels cristalls semiconductors com detectors de les ones de ràdio. Nevill Francis Mott, guanyador del premi nobel de Física el 1977, afirma que «Bose anava 60 anys avançat a la seva època (...) anticipà els semiconductors de tipus P i de tipus N».

### Lloc en la història del  naixement de la ràdio

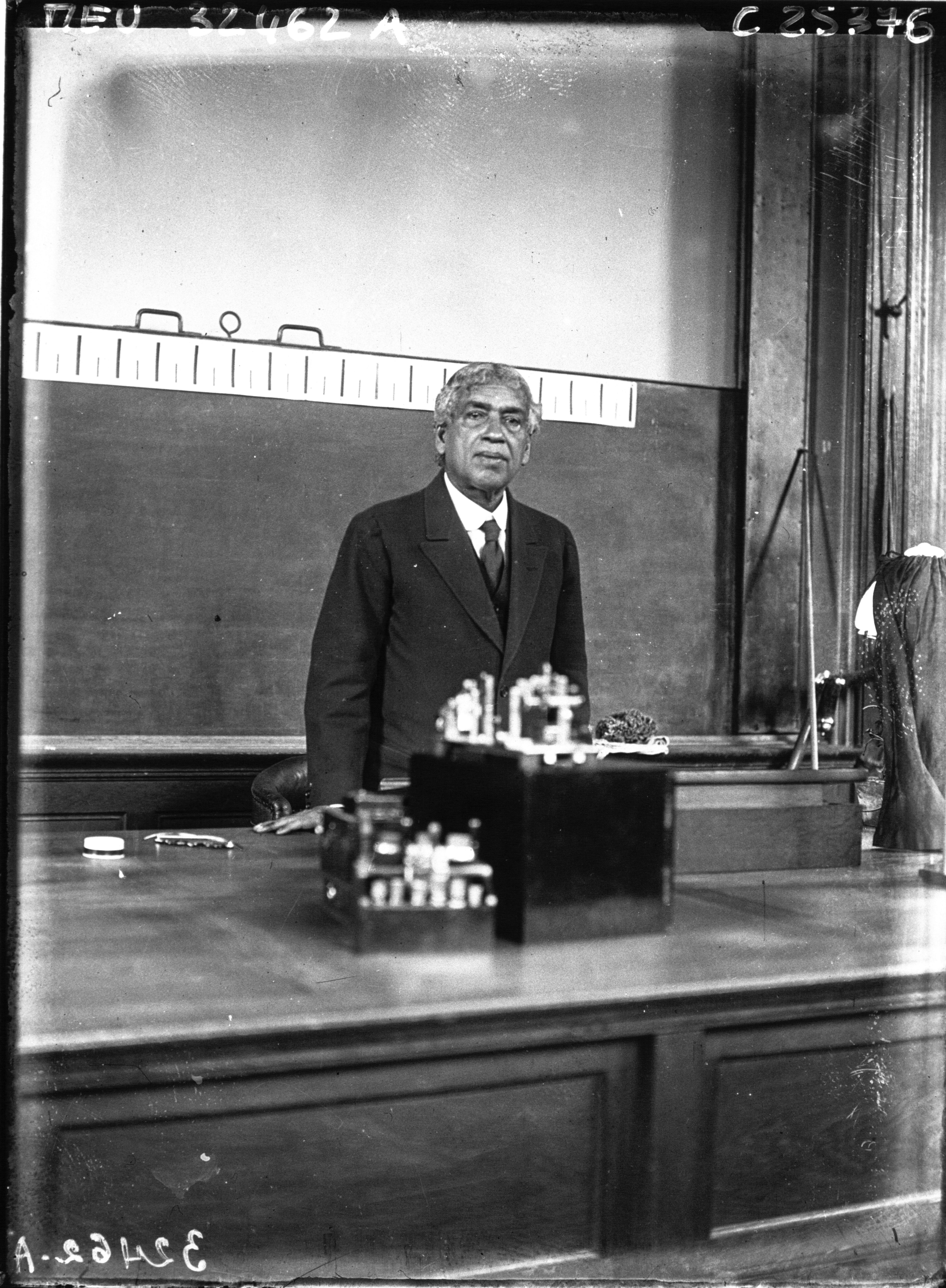
Jagfadish Chandra Bose el 1926

El treball de Bose es dirigeix a estudiar específicament la naturalesa del fenomen de les ones electromagnètiques i no preten desenvolupar la ràdio com un mitjà de comunicació. Els seus experiments són fets al mateix temps (des de finals de 1894) que Marconi està dissenyant un sistema per a fer ràdiotelegrafia i altres aplicacions pràctiques de les ones electromagnètiques, igual que el físic rus Aleksandr Stepànovitx Popov. Tot i que el treball de Bose no està relacionat directament amb la comunicació, ha estat molt influient en fer possible que aquests inventors hagin pogut desenvolupar la ràdio com un sistema de comunicació. Bose no estava interessat en patentar el seu treball i va rebel·lar obertament els seus descobriments en els seus articles.
Bose és el primer físic que ha utilitzat un semiconductor per a detectar ones de ràdio i va inventar diversos components de microones. El 1894, Pearson i Brattain donen prioritat a Bose per a l'ús d'un cristall semiconductor com a detector d'ones de ràdio. De fet, el treball addicional sobre les longituds d'ona mil·limètriques va ser gairebé inexistent durant els següents 50 anys. El 1897, Bose va descriure a la Royal Institution de Londres la seva investigació que havia fet a Calcuta sobre les longituds d'ona mil·limètriques. Va utilitzar guies d'ona, antenes de banya, lents dielèctriques, diversos polaritzadors i finsi tot semiconductors a freqüències de fins a 60 GHz. Gran aprt del seu equip original encara es conserva a l'Institut Bose de Calcuta. Un receptor multifex d'1,3 mm que encara s'utilitza en el Telescopi de la NRAO de 12 metres encara incorpora conceptes dels seus articles originals de 1897.

## Biòleg botànic
A partir de l'any 1900 es dedica a la biologia. Investiga la fisiologia vegetal i la reacció de les plantes a les ones electromagnètiques. La majoria dels seus estudis de botànica versen sobre la sensitiva i la codariocalyx motorius. Inventa el crescògraf, un dispositiu que observa i mesura el creixement de les plantes. Estudia els moviments heliotropics de les plantes (com es mouen cap a la llum solar).

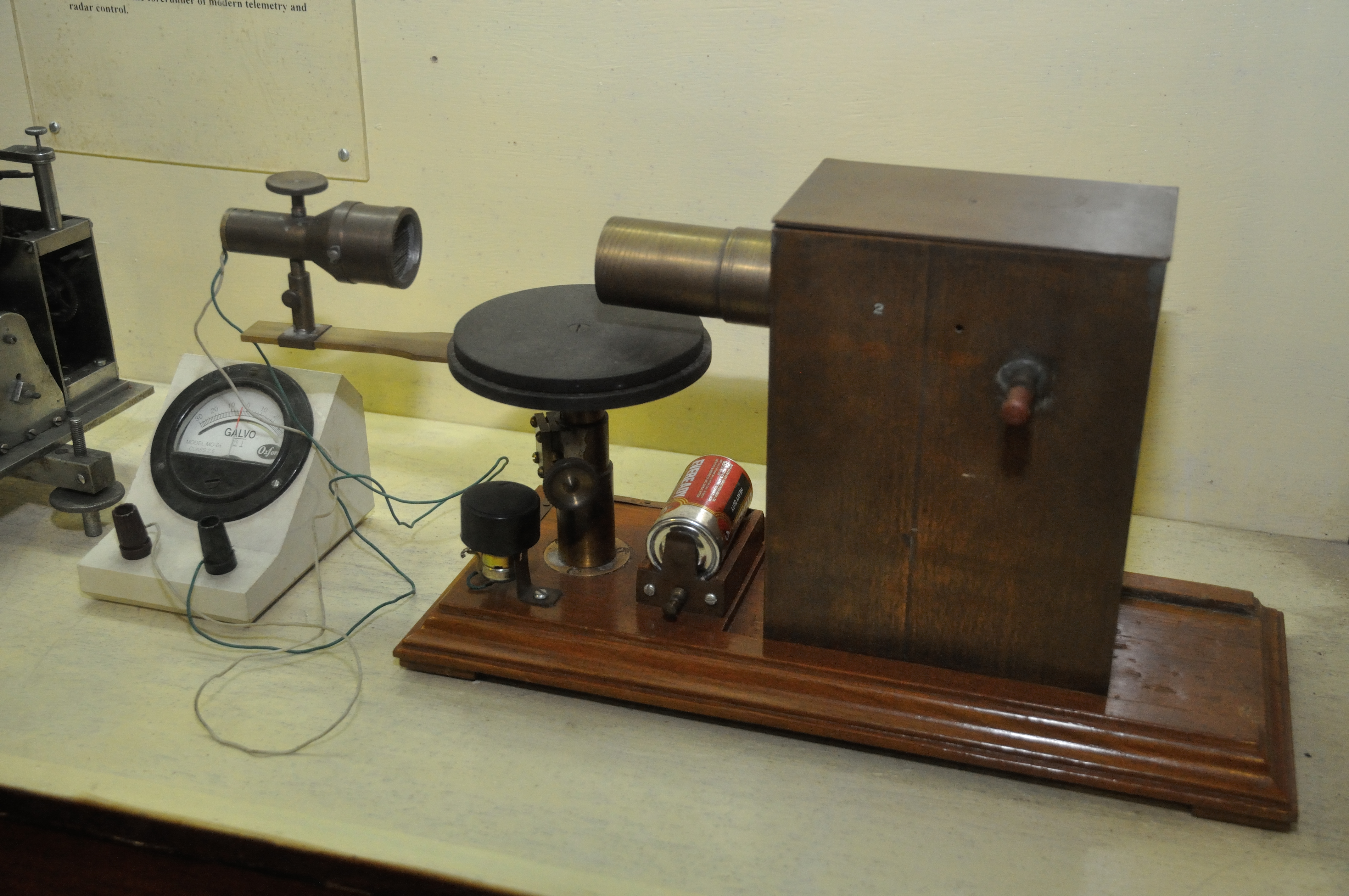
Màquina de microones del museu de Jagadish Chandra Bose de l'Insitut Bose de Calcuta

En la botànica, també fa experiments per estudiar la resposta de les plantes vers l'exposició a diversos metalls. Aquests experiments demostren una fatiga cíclica tant en les cèl·lules vegetals estimulades com en els metalls i una resposta distintiva de fatiga cíclica i recuperació en molts tipus d'estímuls, tant en cèl·lules vives con en metalls. A més a més, documenta una corba característica de resposta elèctrica de les cèl·lules vegetals a l'estímul elèctric i la disminució i eventual absència d'aquesta resposta en plantes tractades amb anestèsics o verí, o amb zing amb àcid oxàlic. Assenyala que existeix una similitud en la reducció d'elasticitat entre els cables metàl·lics refredats i les cèl·lules orgàniques.

El 1915 es retira del seu càrrec al Presidency College i és nombrat professor honorari. El 1917 funda a Calcuta el Bose Research Institute, primer centre d'investigació de l'Índia.

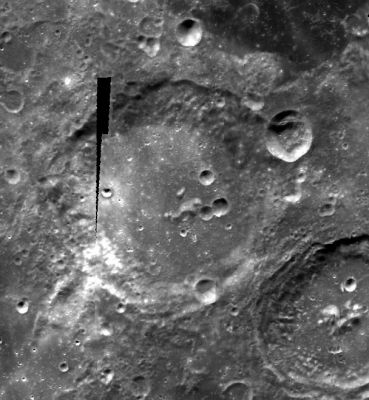
Cràter Bose de la lluna

## Novel·lista de ciència-ficció
El 1896 bose escriu la novel·la Niruddesher Kahini (The Story of the Missing One), una història curta que posteriorment va allargar i publicà el 1921 col·lecció Abyakta amb el nou títol  Palatak Tuphan (Runaway Sea-Storm). Aquesta és una de les primeres obres de la ciència-ficció bengalí.

## Ressò internacional i publicacions
Bose viatja a Europa i els Estats Units d'Amèrica per fer-hi missions científiques o dictar conferències, sobretot sobre els efectes de les ones electromagnètiques sobre els éssers vius, la matèria inorgànica i sobre la fisiologia vegetal. La revista Nature ha editat 27 articles de Bose.

### Llibres
Jagdish Chandra Bose publica molts llibres sobre els seus estudis cienífics. Entre ells, destaquen:
- Response in the living and non-living, 1902.
- Plant response as a means of physiological investigation, 1906.
- Comparative electro-physiology: a physico-physiological study, 1907.
- Researches on irritability of plants, 1913.
- Physiology of the ascent of sap, 1923
- The physiology of photosynthesis, 1924
- Die physiologie des saftsteigens, traduït de l'anglès a l'alemà per Ernst Pringsheim, Jena, 1925
- The nervous mechanisms of plants, 1926
- Plant autographs and their revelations, 1927
- Growth and tropic movements of plants, 1928
- Die pflanzen-schrift und ihre offenbarungen, traduït de l'anglès a l'alemany pel Dr. K. Höfler (Viena). Zürich: Rotapfel-Verl., 1928
- Motor mechanism of plants, 1928.